# 野内良三
野内 良三（のうち りょうぞう、1944年7月 - ）は、日本のフランス文学者、修辞学者。

## 人物
東京生まれ。東京教育大学仏文科卒、1969年同大学院仏文学専攻修士課程修了、博士課程中退、1971年頃静岡女子大学助教授、1990年頃高知大学教授、のち関西外国語大学国際言語学部教授。ランボー、マラルメなどフランス象徴詩を専門としていたが、近年はレトリック関係の著作が多い。

## 著書

### 単著
- ランボー考 ヴォワイヤンの世界 審美社 1978.6 (審美文庫)
- ランボー手帖 蝸牛社 1978.5 (手帖叢書)
- マラルメ序説 詩と偶然 審美社 1981.3
- 言葉の自立 象徴主義からテル・ケル派へ 審美社 1983.10
- ステファヌ・マラルメ 審美社 1989.2
- イラスト・フランス語入門 第三書房 1989.9
- ヴェルレーヌ 清水書院 1993.11 (Century books)
- フランス語ひとくちコミュニケーション 白水社 1997.3
- レトリック辞典 国書刊行会 1998.6
- ミュッセ 清水書院 1999.12 (Century books)
- パルロンフランセ フランス語会話攻略マニュアル 駿河台出版社 1999.7
- レトリックと認識 日本放送出版協会 2000.8 (NHKブックス)
- 速読楽しいフランス語入門 第三書房 2001.11
- レトリック入門 修辞と論証 世界思想社 2002.12
- バンドデシネ・フランス語 第三書房 2002.3
- 実践ロジカル・シンキング入門 日本語論理トレーニング 大修館書店 2003.2
- うまい!日本語を書く12の技術 日本放送出版協会 2003.9 (生活人新書)
- ユーモア大百科 国書刊行会 2004.10
- ジョーク・ユーモア・エスプリ大辞典 国書刊行会 2004.1
- 日本語修辞辞典 国書刊行会 2005.8
- ジョーク力養成講座 大修館書店 2006.6
- レトリックのすすめ 大修館書店 2007.12
- 偶然を生きる思想「日本の情」と「西洋の理」 日本放送出版協会 2008.8 (NHKブックス
- 日本語作文術 伝わる文章を書くために 中公新書、2010
- 日本語文例集 名文・佳文・美文百選 国書刊行会 2013

### 翻訳
- ランボー チャールズ・チャドウィック 審美社 1977.9 (審美叢書)
- ルパンの告白 モーリス・ルブラン 旺文社文庫 1978.4
- ルパン対ホームズ ルブラン 旺文社文庫 1979.12
- ビュグ＝ジャルガルの闘い ヴィクトル・ユゴー 辻昶共訳 潮出版社 1982.12
- マラルメ詞華集 審美社 1986.1
- 遊女クラリモンドの恋 フランス・愛の短編集 旺文社文庫 1986.5
- ふらんす小咄集 旺文社文庫 1987.3
- フランス・ジョーク集 稲垣直樹共編訳 旺文社文庫 1987.6
- ルパンの冒険 ルブラン 旺文社 1989.4
- ルパンの挑戦 ルブラン 旺文社 1990.3